# PGC 46551
LEDA/PGC 46551 ist eine Balken-Spiralgalaxie vom Hubble-Typ SBdm im Sternbild Hydra südlich der Ekliptik. Sie ist schätzungsweise 89 Millionen Lichtjahre von der Milchstraße entfernt und bildet gemeinsam mit neun weiteren Galaxien die NGC 5061-Gruppe (LGG 341).
Im selben Himmelsareal befinden sich u. a. die Galaxien NGC 5061, NGC 5078, IC 879, IC 4231.